# Gran Premio degli Stati Uniti d'America-Est 1983
Il Gran Premio degli Stati Uniti d'America Est 1983 è stata la settima prova della stagione 1983 del Campionato mondiale di Formula 1. Si è corsa domenica 5 giugno 1983 sul Circuito di Detroit. La gara è stata vinta dall'italiano Michele Alboreto su Tyrrell-Ford Cosworth. Ha preceduto sul traguardo il finlandese Keke Rosberg su Williams-Ford Cosworth e il britannico John Watson su McLaren-Ford Cosworth.

## Vigilia

### Sviluppi futuri
A fine maggio venne annunciato che Gérard Ducarouge, tecnico progettista dell'Alfa Romeo, sarebbe passato, dal 1º giugno, in forza alla Lotus. Gli organizzatori del GP di New York chiesero di posticipare la loro gara dall'inizio di settembre, al 23 dello stesso mese.

### Aspetti tecnici
Dopo le critiche subite dal tracciato, per l'edizione precedente, l'organizzazione s'impegnò a coprire ben 70 tombini che erano presenti sulla pista. Venne modificato anche il disegno della pista, con la soppressione del tornante posto alla curva 5 (Jefferson Street), mentre venne riprofilato il tornante che precedeva il rettilineo dei box. Infine venne ridisegnata anche l'entrata ai box. Alain Prost, pilota della Renault, mantenne però le critiche alle sconnessioni della pista. Anche Nelson Piquet fu molto critico sulla sicurezza della pista, puntando il dito sull'entrata alla corsia dei box, a causa del posizionamento, troppo pericoloso, di un guardrail. Eddie Cheever, invece, lodò il nuovo layout della pista.
La Brabham inviò reclamo contro il nuovo tipo di tubo di scappamento utilizzato, dal GP di Monaco, da parte della Renault, considerato come un'appendice aerodinamica mobile. La casa francese si difese affermando che tale apparecchiatura serviva solo a raffreddare gli pneumatici. La Renault, dal canto suo, si lamentò per l'eccessiva larghezza dell'alettone posteriore utilizzato proprio dalla Brabham.
La Ferrari presentò un alettone posteriore, sulla vettura di René Arnoux, con ben quattro profili, mentre l'Alfa Romeo 183T godette di una nuova geometria delle sospensioni, di alettone inediti, e di una nuova configurazione del motore, con una valvola a monte del turbocompressore, che serviva a sbarrare il passaggio d'aria e mantenere il corretto livello di rotazione del motore.

### Aspetti sportivi
Il gran premio venne definito "degli Usa Est", per distinguerlo dall'altra gara in programma negli Stati Uniti d'America nello stesso anno, a Long Beach  La gara venne anche denominata "Gran Premio di Detroit".
Alla gara non prese parte, per problemi finanziari, la RAM-March, con Eliseo Salazar che non fu capace di mettere assieme il budget necessario.

## Qualifiche

### Resoconto
Al venerdì la pioggia accolse la prima giornata di prove. La temperature era molto bassa, tanto che sulle cime dei grattacieli, attorno alla pista, si verificò anche del nevischio. Tali condizioni atmosferiche favorirono le vetture a motore aspirato: il più veloce fu infatti Keke Rosberg (in 2'06"382), pur menomato da un raffreddore. A causa della difficile situazione del tracciato vi furono diversi incidenti: Jacques Laffite distrusse la sua monoposto contro il muretto dei box; il pilota risultò incolume. Elio De Angelis criticò la sicurezza del tracciato, soprattutto in condizioni di bagnato. Dietro al finlandese della Williams si classificarono Jean-Pierre Jarier e Nigel Mansell, staccati di oltre un secondo. Il primo pilota dotato di motore turbo fu Andrea De Cesaris, quarto.
Il giorno seguente le condizioni climatiche furono completamente diverse, con sole e temperature in crescita, tanto che vennero favoriti quei piloti che aveva ottenuto i tempi migliori nella prima fase della sessione di qualifica; la crescita dell'umidità rese infatti la pista molto scivolosa. Tornarono competitivi i motori sovralimentati: René Arnoux colse la sedicesima pole position nel mondiale (agganciando nella speciale classifica di tutti i tempi delle partenza al palo Stirling Moss al sesto posto), davanti a Nelson Piquet e al compagno di scuderia Patrick Tambay, che si attardò nel trovare la migliore regolazione della sua vettura e non poté competere con Arnoux. Marc Surer, quinto, staccato di due secondi, fu il più veloce tra i conduttori spinti da motori non turbo. Piercarlo Ghinzani, ventiquattresimo, qualificò per la prima volta l'Osella-Alfa Romeo.

### Risultati
Nella sessione di qualifica si è avuta questa situazione:
| Pos                     | Nº | Pilota             | Costruttore            | Tempo    | Griglia |
| ----------------------- | -- | ------------------ | ---------------------- | -------- | ------- |
| 1                       | 28 | René Arnoux        | Ferrari                | 1'44"734 | 1       |
| 2                       | 5  | Nelson Piquet      | Brabham-BMW            | 1'44"933 | 2       |
| 3                       | 27 | Patrick Tambay     | Ferrari                | 1'45"991 | 3       |
| 4                       | 11 | Elio de Angelis    | Lotus-Renault          | 1'46"258 | 4       |
| 5                       | 29 | Marc Surer         | Arrows-Ford Cosworth   | 1'46"745 | 5       |
| 6                       | 3  | Michele Alboreto   | Tyrrell-Ford Cosworth  | 1'47"013 | 6       |
| 7                       | 16 | Eddie Cheever      | Renault                | 1'47"334 | 7       |
| 8                       | 22 | Andrea De Cesaris  | Alfa Romeo             | 1'47"453 | 8       |
| 9                       | 35 | Derek Warwick      | Toleman-Hart           | 1'47"534 | 9       |
| 10                      | 30 | Thierry Boutsen    | Arrows-Ford Cosworth   | 1'47"586 | 10      |
| 11                      | 33 | Roberto Guerrero   | Theodore-Ford Cosworth | 1'47"701 | 11      |
| 12                      | 1  | Keke Rosberg       | Williams-Ford Cosworth | 1'47"728 | 12      |
| 13                      | 15 | Alain Prost        | Renault                | 1'47"855 | 13      |
| 14                      | 12 | Nigel Mansell      | Lotus-Ford Cosworth    | 1'48"395 | 14      |
| 15                      | 6  | Riccardo Patrese   | Brabham-BMW            | 1'48"537 | 15      |
| 16                      | 4  | Danny Sullivan     | Tyrrell-Ford Cosworth  | 1'48"648 | 16      |
| 17                      | 36 | Bruno Giacomelli   | Toleman-Hart           | 1'48"785 | 17      |
| 18                      | 8  | Niki Lauda         | McLaren-Ford Cosworth  | 1'48"992 | 18      |
| 19                      | 25 | Jean-Pierre Jarier | Ligier-Ford Cosworth   | 1'48"994 | 19      |
| 20                      | 2  | Jacques Laffite    | Williams-Ford Cosworth | 1'49"245 | 20      |
| 21                      | 7  | John Watson        | McLaren-Ford Cosworth  | 1'49"250 | 21      |
| 22                      | 9  | Manfred Winkelhock | ATS-BMW                | 1'49"466 | 22      |
| 23                      | 26 | Raul Boesel        | Ligier-Ford Cosworth   | 1'49"540 | 23      |
| 24                      | 32 | Piercarlo Ghinzani | Osella-Alfa Romeo      | 1'49"885 | 24      |
| 25                      | 23 | Mauro Baldi        | Alfa Romeo             | 1'49"916 | 25      |
| 26                      | 34 | Johnny Cecotto     | Theodore-Ford Cosworth | 1'51"709 | 26      |
| Vetture non qualificate |    |                    |                        |          |         |
| NQ                      | 31 | Corrado Fabi       | Osella-Ford Cosworth   | 1'53"516 | NQ      |

## Gara

### Resoconto
Dopo il giro di formazione Andrea De Cesaris segnalò che la sua Alfa Romeo si era spenta sulla griglia di partenza. La procedura venne così interrotta e venne lanciato un nuovo giro di formazione, mentre la gara venne accorciata di una tornata.
Al via Patrick Tambay rimase fermo in griglia, e venne fortunatamente evitato da tutti gli altri partecipanti. Nelson Piquet si pose al comando, precedendo René Arnoux, e un trio di piloti italiani Elio De Angelis, Michele Alboreto e Andrea De Cesaris. Dal problema di Tambay venne penalizzato anche Marc Surer, che partito dietro di lui, venne rallentato dalla Ferrari ferma, perdendo cinque posizioni. La scuderia italiana chiese, invano, il rifacimento della procedura di partenza, nella speranza di far ripartire Tambay. Nel corso del primo giro, intanto, De Cesaris passò Alboreto.
La gara di De Angelis s'interruppe al sesto giro, per un guasto al cambio: il pilota romano era stato comunque penalizzato per partenza anticipata. Nello stesso giro si ritirò anche Eddie Cheever, che fermò la sua monoposto all'entrata del tunnel, in posizione alquanto pericolosa. Due giri dopo Alboreto cedette la quarta piazza a Keke Rosberg.
Favorito da una diversa strategia di gara, che prevedeva il rifornimento a metà gara, René Arnoux conquistò la testa della gara al decimo giro. Il giro seguente Rosberg scalò ancora una posizione, passando De Cesaris, per il terzo posto. Al giro 12 Surer raccolse un detrito che, infilatosi nel radiatore, ne surriscaldò l'acqua, che iniziò a cadere sulla pista. I commissari esposero la bandiera di segnalazione, che costrinse il pilota elvetico ai box. Un De Cesaris in crisi perse ancora due posizioni, a favore di Alboreto e Derek Warwick.
Al giro 20 Keke Rosberg conquistò il secondo posto, passando Piquet. La gara di Warwick venne interrotta al giro 25, quando, al momento del rifornimento, il suo motore iniziò a perdere potenza. Al trentesimo passaggio vi furono i rifornimenti per Arnoux, Rosberg e De Cesaris. La sosta del francese fu molto rapida, tanto che Arnoux rientrò in pista ancora primo; il finlandese invece sperimentò dei problemi per una ruota, e venne rimandato in pista quinto. La classifica vedeva perciò René Arnoux primo, poi Nelson Piquet, Michele Alboreto, Jacques Laffite, Keke Rosberg e John Watson.
Il colpo di scena di presentò al giro 32 quando Arnoux si trovò costretto al ritiro per un problema all'iniezione. Nello stesso passaggio De Cesaris, nel tentativo di passare Thierry Boutsen terminò in una via di fuga, e chiese l'aiuto dei commissari per riprendere la pista, scendendo in undicesima posizione. Jacques Laffite effettuò la sua sosta, rientrando quinto.
La gara di Nelson Piquet fu regolare fino al giro 51, quando una foratura alla posteriore sinistra lo levò dai piani della graduatoria. Passò a condurre Michele Alboreto, seguito da Keke Rosberg e John Watson. Dopo la sosta, per la sostituzione dello pneumatico, il brasiliano della Brabham rientrò in gara quarto.
La classifica rimase congelata negli ultimi giri. Alboreto conquistò così la sua seconda vittoria nel mondiale, la ventitreesima e ultima per la Tyrrell. Essa fu anche la sola del motore Ford Cosworth DFY.

### Risultati
I risultati del gran premio furono i seguenti:
| Pos | No | Pilota             | Costruttore            | Giri | Tempo/Ritiro              | Pos. Griglia | Punti |
| --- | -- | ------------------ | ---------------------- | ---- | ------------------------- | ------------ | ----- |
| 1   | 3  | Michele Alboreto   | Tyrrell-Ford Cosworth  | 60   | 1h50'53"669               | 6            | 9     |
| 2   | 1  | Keke Rosberg       | Williams-Ford Cosworth | 60   | + 7"702                   | 12           | 6     |
| 3   | 7  | John Watson        | McLaren-Ford Cosworth  | 60   | + 9"283                   | 21           | 4     |
| 4   | 5  | Nelson Piquet      | Brabham-BMW            | 60   | + 1'12"185                | 2            | 3     |
| 5   | 2  | Jacques Laffite    | Williams-Ford Cosworth | 60   | + 1'32"603                | 20           | 2     |
| 6   | 12 | Nigel Mansell      | Lotus-Ford Cosworth    | 59   | + 1 giro                  | 14           | 1     |
| 7   | 30 | Thierry Boutsen    | Arrows-Ford Cosworth   | 59   | + 1 giro                  | 10           |       |
| 8   | 15 | Alain Prost        | Renault                | 59   | + 1 giro                  | 13           |       |
| 9   | 36 | Bruno Giacomelli   | Toleman-Hart           | 59   | + 1 giro                  | 17           |       |
| 10  | 26 | Raul Boesel        | Ligier-Ford Cosworth   | 58   | + 2 giri                  | 23           |       |
| 11  | 29 | Marc Surer         | Arrows-Ford Cosworth   | 58   | + 2 giri                  | 5            |       |
| 12  | 23 | Mauro Baldi        | Alfa Romeo             | 56   | + 4 giri                  | 25           |       |
| 13  | 8  | Niki Lauda         | McLaren-Ford Cosworth  | 49   | Sospensione               | 18           |       |
| NC  | 33 | Roberto Guerrero   | Theodore-Ford Cosworth | 38   | Non classificato          | 11           |       |
| Rit | 34 | Johnny Cecotto     | Theodore-Ford Cosworth | 34   | Cambio                    | 26           |       |
| Rit | 22 | Andrea De Cesaris  | Alfa Romeo             | 33   | Turbo                     | 8            |       |
| Rit | 28 | René Arnoux        | Ferrari                | 31   | Problemi elettrici        | 1            |       |
| Rit | 4  | Danny Sullivan     | Tyrrell-Ford Cosworth  | 30   | Problemi elettrici        | 16           |       |
| Rit | 25 | Jean-Pierre Jarier | Ligier-Ford Cosworth   | 29   | Ruota                     | 19           |       |
| Rit | 9  | Manfred Winkelhock | ATS-BMW                | 26   | Collisione con J.P.Jarier | 22           |       |
| Rit | 35 | Derek Warwick      | Toleman-Hart           | 25   | Motore                    | 9            |       |
| Rit | 6  | Riccardo Patrese   | Brabham-BMW            | 24   | Freni                     | 15           |       |
| Rit | 11 | Elio De Angelis    | Lotus-Renault          | 5    | Cambio                    | 4            |       |
| Rit | 16 | Eddie Cheever      | Renault                | 4    | Distributore              | 7            |       |
| Rit | 32 | Piercarlo Ghinzani | Osella-Alfa Romeo      | 4    | Surriscaldamento          | 24           |       |
| Rit | 27 | Patrick Tambay     | Ferrari                | 0    | Motore                    | 3            |       |
| NQ  | 31 | Corrado Fabi       | Osella-Ford Cosworth   |      |                           |              |       |

## Statistiche
Piloti
- 2ª vittoria per Michele Alboreto;
- 3° podio per Michele Alboreto;
- 16° pole position per René Arnoux;
- 3º giro più veloce per John Watson;

Costruttori
- 23ª e ultima vittoria per la Tyrrell;

## Classifiche

### Piloti
| Pos. | Pilota           | Punti |
| ---- | ---------------- | ----- |
| 1    | Alain Prost      | 28    |
| 2    | Nelson Piquet    | 27    |
| 3    | Patrick Tambay   | 23    |
| 4    | Keke Rosberg     | 22    |
| 5    | John Watson      | 15    |
| 6    | Niki Lauda       | 10    |
| 7    | Jacques Laffite  | 10    |
| 8    | Michele Alboreto | 9     |
| 9    | René Arnoux      | 8     |
| 10   | Eddie Cheever    | 8     |
| 11   | Marc Surer       | 4     |
| 12   | Danny Sullivan   | 2     |
| 13   | Johnny Cecotto   | 1     |
| 14   | Mauro Baldi      | 1     |
| 15   | Nigel Mansell    | 1     |

### Costruttori
| Pos. | Team                   | Punti |
| ---- | ---------------------- | ----- |
| 1    | Renault                | 36    |
| 2    | Williams-Ford Cosworth | 32    |
| 3    | Ferrari                | 31    |
| 4    | Brabham-BMW            | 27    |
| 5    | McLaren-Ford Cosworth  | 25    |
| 6    | Tyrrell-Ford Cosworth  | 11    |
| 7    | Arrows-Ford Cosworth   | 4     |
| 8    | Alfa Romeo             | 1     |
| 9    | Theodore-Ford Cosworth | 1     |
| 10   | Lotus-Ford Cosworth    | 1     |